# روایت آفرینش
روایت آفرینش توضیح ادیان ابراهیمی از به وجود آمدن انسان است. در تنخ، مجموعه متون مقدس یهودیان، افسانه‌های آفرینش مختلف و متضادی وجود دارد. میان این روایت‌ها، دو داستان را در سفر پیدایش در تورات روایت کرده‌اند و آدم و حوا شخصیت‌های داستان دوم هستند. داستانی در اسلام نیز در قرآن روایت شده که به صورت کلی شباهت‌های زیادی با داستان دوم سفر پیدایش دارد اما برخی از بخش‌های روایت قرآنی در سفر پیدایش یافت نمی‌شوند و ریشه در متون متاخر یهودی و مسیحی دارند. داستان آدم و حوا با یافته‌های علمی در تضاد است زیرا اجماع علمی این است که نسل بشر به یک زن و شوهر واحد نمی‌رسد و انسان‌های کنونی از دیگر انسانیان تکامل یافته‌اند. به علاوه، دیرینگی حیات بر روی زمین میلیاردها سال است اما این داستان آن را حدود شش هزار سال دانسته است.

## تصنیف

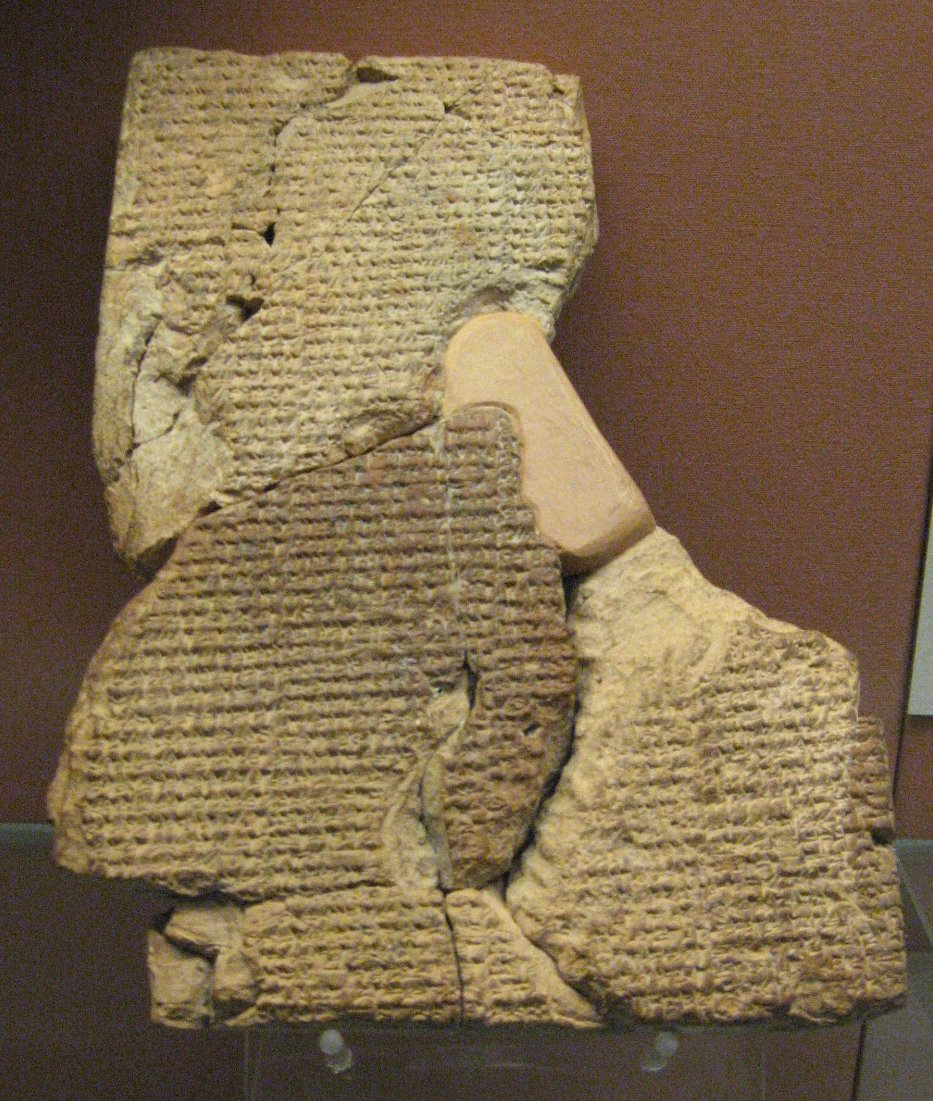
یک کتیبه

در طی دو قرن دانشوری کتاب مقدس، عموما این فرض وجود داشته که سفر پیدایش به معنای دقیق کلمه، یک کتاب نیست بلکه بیشتر رشد و نمو سنت‌های جورواجور است. گسستگی و تضاد در آن وجود دارد و در یک فرآیند ویراستاریِ ناهموار در طی چند قرن بر روی هم انباشته شده است. تاریخ‌گذاری و سیر تکامل متن موضوعات پیچیده‌ای هستند و برخی مشکلات را نمی‌توان رفع کرد. اما نقد متون و تاریخیِ کتاب مقدس با خوانش ادبی متن، تضاد بسیاری پیدا نمی‌کند.
اندیشهٔ توراتی در مورد یک کتاب، بسیار متفاوت و آزادتر از تصورِ فرهنگی امروزی (با فرضیاتش در مورد نویسندهٔ مشخص و کپی‌رایت قانونی) بود. تفاوت در تکنولوژی کتاب‌سازی نشان‌دهندهٔ این موضوع است. نزدیکترین واژهٔ توراتی به «کتاب»، واژه «سفر» است که از جنبهٔ ریشه‌شناسی به معنای «چیزی که بازگفته شود» است اما مفهوم اصلی آن «طومار» است؛ و می‌تواند به هر چیزی اشاره داشته باشد که بر روی طومار نوشته شده است. یک طومار، متنی نیست که مابین دو جلد بسته شده باشد و می‌توان باریکه‌های افزوده‌شده را به آن دوخت که ظاهرا روال بسیار معمولِ توراتی بوده است. یک کتاب در گسترهٔ توراتی، محصول سنتی گمنام در نظر گرفته می‌شد.
از قرن نوزده دوران مشترک، اجماع پژوهندگان توراتی بر این بوده است که سفر پیدایش از سه منبع ادبی متمایز (و یا سه «سند») به هم بافته شده است: سند یهوی، سند الوهیمی و سند روحانی.
اکثر دانشوران سند یهوی و الوهیمی را بسیار قدیمی‌تر از سند روحانی دانسته‌اند و تخمین زمان سند آخر را قرن ششم پیش از دوران مشترک (دورهٔ پس از بازگشت اسارت بابلی) در نظر می‌گیرند. بر اساس دیدگاهی قدیمی‌تر، منبع یهوی به قرن دهم پیش از دوران مشترک (اوایل سلسله داوود) و منبع الوهیمی به احتمالا یک قرن بعد تعلق دارند. دیدگاه رایج دیگر آن است که منبع جی و ای تقریبا همزمان هستند، دومی در پادشاهی شمالی اسرائیل و اولی در پادشاهی یهودا (در جنوب) تصنیف شدند.
پژوهشگران، منابع گوناگون را بر اساس تفاوت نام خدا، ویژگی‌های سبکی و تفاوت در آنچه گفته می‌شود فرضیات ایدئولوژیکی و تاریخی مختلف است، تفکیک می‌کنند. عموما چنین گفته می‌شود که سه منبع در اوایل بازگشت به صهیون (احتمالا در حلقه‌های روحانی) به صورت یک متن ویراست شده است. با وجود خلاصهٔ بالا، دربارهٔ جزئیات فرضیه مستند به طور مداوم و غالبا شدید، بحث شده است. دیدگاه‌های به شدت گوناگونی در مورد تاریخ‌گذاری منابع مختلف، به خصوص جی و ای وجود دارد. در میان پژوهشگران جدید، رویکردهای ادبی، انسان‌شناسی، جامعه‌شناسی و غیره به کتاب مقدس شکل گرفته است.
در رویکرد ادبی، گرچه در رونوشت ویراستاری شدهٔ سفر پیدایش تضادهای محدودی دیده می‌شود اما در جایگاه یک اثر ادبی دارای انسجام قدرتمندی است.

### تأثیر بین‌النهرین
«تاریخ آغازین» بشریت که یازده باب نخست سفر پیدایش را شامل می‌شود، در بین‌النهرین نیز دیده می‌شود. در زبان اکدی، آترا-هاسیس نخستین و ساختاریافته‌ترین فرمول‌بندی است.
از جنبهٔ ژانر، سفر پیدایش باب ۱ تا ۱۱ زمانی بهتر درک می‌شوند که ارتباط آن با یک فرم ادبی باستانی بررسی شود: داستان حماسی زمان آغازین، از خلقت انسان‌ها تا طوفان. روایت آفرینش-طوفان، یک ژانر اصلی و بسیار بادوام بود؛ نمونه‌های آن هم در سومری و هم در اکدی دیده می‌شود. ممکن است تمرکز یکی از این حماسه‌ها بر طوفان باشد (حماسه آترا-هاسیس اکدی و داستان طوفان سومری) یا تنها به تاریخ آغازین تا آفرینش انسان پرداخته شود (انوما الیش).
در حماسه‌های آفرینش-طوفان، چهار عنصر بنیادی وجود دارد: آفرینش جهان، آفرینش انسان‌ها، تحول ناگهانی طوفان و استقرار نظم بشری پس از طوفان. هر چهار عنصر در سفر پیدایش ۱ تا ۱۱ نیز دیده می‌شوند، گرچه تغییرات موضوعی عمده‌ای کرده‌اند. سفر پیدایش ۱ تا ۱۱ به دور از این پارادایم باستانی پیش می‌رود و از مسئله فناپذیری به سمت درون‌مایهٔ دانش می‌رود.
تشخیص حضور پارادایم آفرینش-طوفان در سفر پیدایش ۱ تا ۱۱ منجر به درک بهتر صورتِ درون‌مایه‌ای آن می‌شود. این حضور، با توجه به تمرکز سنت مسیحی بر باغ عدن کم‌شناخته باقی ماند. مرکزیت داستان طوفان، نتیجهٔ مهمی در درک کلیت پیدایش ۲ تا ۱۱ دربردارد. تفاوتهای سبکی، ساختاری و درون‌مایه‌ای پیدایش ۱ تا ۱۱ با آترا-هاسیس نتیجهٔ تغییر در روایتِ برخواسته از یکتاپرستی است. به عقیده دامراش، در پیدایش ۲ تا ۱۱، حماسهٔ قدیمی آفرینش-طوفان بازتولید می‌شود تا یک ضدحماسه ایجاد شود. در این ضدحماسه دستاوردهای مردمان گذشته به زیر سؤال می‌رود.
داستان آدم و حوا پر از بن‌مایه‌هایی است که از داستان طوفان به آن منتقل شده‌اند تا زمینه‌ای بر روی زمین برای مسئله بدی فراهم کنند که پیش از آن در انوما الیش و آترا-هاسیس به آن پرداخته شده بود.
بررسی تطبیقی متن‌های خاور نزدیک با کتاب مقدس، معمولاً منجر به روشن شدن آنچه که در هر متن یگانه است، می‌شود. روش علمی تطبیقی نه فقط شباهت متن‌ها بلکه بی‌شباهتی‌ها را نیز مشخص می‌کند. تصنیف‌گر این بخش از سفر پیدایش (باب ۱ تا ۹)، کیهان‌شناسی و تاریخ آغازین انسان را بازتعریف کرده است. او چارچوبی حداقل به قدمت آترا-هاسیس (تاریخ آغازین آفرینش-مشکل-طوفان-راه حل) را به کار گرفته و داستان را دوباره تعریف کرده است تا ایده‌آل‌های کتاب مقدس در مورد قانون و «قداست زندگی انسان» و نیز پیش‌نیاز بودن آنان برای زندگی بشر بر روی زمین را روشن کرده باشد.
از این دیدگاه، باب نهم در سفر پیدایش آگاهانه آترا-هاسیس را رد می‌کند. نخستین سخنان خدا با انسان، تکرار سفر پیدایش ۱:۲۸ است که امر به پر کردن زمین می‌کند.

## دو روایت آفرینش
در سراسر تنخ اشاراتی به آفرینش جهان شده است، اما معروف‌ترین آن‌ها داستان آفرینشی است که در سفر پیدایش گنجانده شده است – آن هم نه یک داستان، بلکه دو داستان؛ مشخصهٔ داستان اول، استفاده از نام الوهیم برای آفریدگار است. الوهیم معانی مختلفی چون «خدا» یا «ایزد» می‌تواند داشته باشد، اما نام شخصی نیست. در داستان دوم (آدم و حوا) آفریدگار یهوه الوهیم نام دارد. یهوه نام خدای اسرائیل است. اگرچه داستان آدم و حوا در ترتیب فعلی پس از داستان اول آمده، اما در واقع قدیمی تر از آن است.
داستان اول (۱:۱–۲:۴الف) ریشه در منبع پی دارد که نوشتهٔ کاهنان یهودی بوده است. استفادهٔ نویسنده (گان) از نام الوهیم برای آفریدگار، می‌تواند با هدف نیرومند و ناانسانی نشان دادن او باشد. راوی هیچ دربارهٔ خصوصیات این خدا نمی‌گوید، مگر اینکه او دستور می‌دهد «باش» و چیزها پدیدار می‌شوند. داستان همچنین چیزی دربارهٔ نحوهٔ به وجود آمدن خدا یا اینکه از کجا آمده نمی‌گوید و از آغاز روایت فرض بر موجودیت اوست. شاید لغت «الوهیم» را هم به دلیل خنثی بودن این نام — که صرفاً به معنای «خدا» است» انتخاب کرده باشند.
داستان دوم (۲:۴ب–۳:۲۴) برگرفته از منبع جی است. تا اینجا، سفر پیدایش صرفاً از لغت «الوهیم» استفاده کرده است، اما از نیمهٔ دوم آیهٔ ۲:۴، او را «یهوه الوهیم» می‌نامد و تا پایان باب سوم، در مجموع بیست بار این نام را به کار می‌برد. لفظ الوهیم فقط یک بار در داستان دوم به چشم می‌خورد — در گفتگوی زن و مار. خدای داستان آدم و حوا، خدایی انسان انگاشته شده است؛ او مانند صنعتگری انسان‌ها را از گل می‌آفریند، با دست به ایشان شکل می‌دهد و در تلاش اولش برای یافتن همنشینی برای آدم شکست می‌خورد و پس از آن است که زن را می‌آفریند.

## روایت اول — در آغاز (پیدایش الف۲:۴–۱:۱)
زمانی که خدا آغاز به آفرینش آسمان و زمین کرد، زمین توده و لم‌یزرع بود و تاریکی بر اعماق و نفس خدا بر آبها گذشت، خدا گفت، «بگذار نور باشد» و نور پدید آمد. این عبارات تشکیل‌دهندهٔ سه آیه نخست هستند. خدا دید که نور خوب است. او نور را از تاریکی جدا کرد. خدا نور را «روز» نامید و تاریکی را «شب» نامید. سرِ شب بود و صبح بود، روز اول. و خدا طاق را ساخت تا آبهای زیر طاق از آبهای بالای طاق جدا باشند. خدا طاق را «آسمانها» نامید. سرِ شب بود و صبح بود، روز دوم. در روز سوم، آبهای پایین آسمانها جمع شدند تا خُشکی خُشک پدیدار شود، خشکی خشک «زمین» نامیده شد و آبهای جمع‌شده «دریاها» نامیده شد. در ادامهٔ روز سوم گیاهان ایجاد شدند.
و خدا گفت «بگذار نورها در طاق  آسمانها باشند تا روز از شب جدا گردد». و خدا دو نور بزرگ را ایجاد کرد، نور بزرگ برای حکومت بر روز و نور کوچک برای حکومت بر شب، و ستارگان. روز چهارم. در روز پنجم، ماهی و پرنده ایجاد شدند. در روز ششم، حیوانات ایجاد شدند و سپس زوج مذکر و مونث انسان ایجاد شدند. و خدا گفت «بگذار بسازیم انسانی را به تصویرمان، شبیه‌مان تا سلطه داشته باشد بر ماهیِ دریا و پرندهٔ آسمانها و ...».

### شش روز آفرینش

#### روز اول (۵–۱:۳)
... خدا گفت، «بگذار نور باشد.» و نور شد. و خدا نور را دید، که خوب است، و خدا نور را از تاریکی جدا کرد. و خدا نور را روز نامید، و تاریکی را او شب نامید. و سرِ شب بود و صبح بود، روز اول.
روز اول. برخلاف معمول، در زبان عبری عدد اصلی به کار رفته است و نه عدد ترتیبی. برای هر شش روز به جز روز ششم، حرف معرفه که انتظار می‌رود وجود داشته باشد، حذف شده است.

#### روز دوم (۸–۱:۶)
و خدا گفت، «بگذار طاقی در میان آبها باشد، و بگذار آب را از آب جدا کند.» و خدا طاق را ساخت و آبهای پایین طاق را از آبهای بالای طاق جدا کرد آن، و چنین شد. و خدا طاق را آسمان‌ها نامید، و سر شب بود و صبح بود، روز دوم.
طاق. معادل عبری اشاره به بلوکی چکش‌خورده می‌کند، لزوماً قوس‌دار نیست.

#### روز سوم (۱۳–۱:۹)
و خدا گفت، «بگذار آبهای پایین آسمان‌ها جمع شوند در یک جا تا خشکی خشک پدیدار شود،» و پس چنین شد. و خدا خشکی خشک را زمین نامید و آبهای جمع‌شده را او دریاها نامید، و خدا دید که خوب است.

#### روز چهارم (۱۹–۱:۱۴)
و خدا گفت، «بگذار نورها در طاق آسمان‌ها باشند تا روز را از شب جدا کنند...» و چنین شد. و خدا دو نور بزرگ را ساخت، نور بزرگ برای حکومت بر روز و نور کوچک برای حکومت بر شب، و ستارگان.

#### روز ششم (۳۱–۱:۲۴)
و خدا گفت، «بگذار بسازیم انسانی را به تصویرمان، شبیه‌مان، تا سلطه داشته باشد بر ماهی دریا و پرندهٔ آسمان‌ها ...»
یک انسان. واژه آدم از این پس به طور مداوم همراه با حرف معرفه به کار می‌رود. این موضوع هم در اینجا و هم در روایت دومِ منشا انسان روی می‌دهد. این واژه، اصطلاحی عام برای انسان است و نه یک اسم خاص. به طور خودکار آن را نمی‌توان مذکر در نظر گرفت، به خصوص زمانی که با پیشوند بن («پسرِ») به کار نرفته باشد. بنابراین ترجمهٔ سنتی آن به «مرد» گمراه‌کننده است. آدم اگر منحصرا مذکر دانسته شود، عبارت پایان آیهٔ ۲۷ را بی‌معنا می‌کند. سلطه داشته باشد. در اینجا فعل معمول عبری برای «حکومت کردن» به کار نرفته است؛ بافتاری که معمولا در آن به کار می‌رود معنایش را برتری مطلق و یا حتی خشن می‌کند.
و خدا خلق کرد انسان را به تصویرش،
به تصویر خدا او خلق کرد او را،
مذکر و مونث او خلق کرد آنها را.
در عبارت میانی این آیه، او را، آنگونه که در زبان عبری است، از نظر گرامری جنس مذکر است و نه به لحاظِ کالبدشناختی.

#### روز هفتم (الف۴–۲:۱)
آسمان‌ها و زمین کامل شدند، و تمام آرایش‌شان. و خدا در روز هفتم کار خود را کامل کرد. و خدا روز هفتم را تبرک کرد و قداست بخشید. این قصهٔ آسمان‌ها و زمین بود در زمانی که خلق شدند.
مفسران مدرن بسیاری به این نکته اشاره کرده‌اند که روایت خلقت اول با عبارت خلاصه در نیمهٔ اول آیهٔ «این قصهٔ آسمان‌ها و زمین بود در زمانی که خلق شدند» خاتمه می‌یابد. دو واژهٔ «آسمان‌ها» و «زمین» به ابتدای ساختار و اولین آیهٔ روایت اول برمی‌گردند. شیوه از اینجا به شدت تغییر می‌کند. خدا (الوهیم)، نام دیگری به خود می‌گیرد: یهوه الوهیم. او برخلاف روایت اول به جای آنکه اشیا را با فراخوانی به وجود بیاورد، مانند یک صنعتگر دست به کار می‌شود.
داستان آفرینش مشترک میان یهودیت و مسیحیت است. این داستان از دو بخش تشکیل شده است که تقریباً معادل دو بخش نخستین سفر پیدایش است. در بخش نخست از سفر پیدایش ۱:۱ تا سفر پیدایش ۳:۲، الوهیم، واژه عمومی عبری به معنی خدا، جهان را در شش روز می‌آفریند و سپس در روز هفتم استراحت می‌کند و روز هفتم را متبرک و مقدس می‌نماید. خدا با فرمان لفظی («باش…») می‌آفریند و پیشنهاد مقایسه با پادشاهی را می‌دهد که تنها کافی است سخن بگوید تا هر اتفاقی بخواهد روی دهد، و عناصر کیهان را در حین آفرینششان نام‌گذاری می‌کند که با این مفهوم متداول باستانی همگام است که چیزها تا پیش از نامگذاری واقعاً وجود ندارند.

## روایت دوم — آدم و حوا
بعد از آیه‌ای کوتاه (۲:۴) که دو قصه را به یکدیگر متصل می‌کند، دومین قصهٔ آفرینش انسان بازگو شده است. مطابق این روایت، روزی که یهوه الوهیم زمین و آسمان‌ها را آفرید، هیچ گیاهی در زمین وجود نداشت زیرا هنوز باران نباریده بود و انسانی هم در زمین نبود تا در مزرعه کار کند. اما مه از زمین برمی‌آمد و سطح زمین را سیراب می‌کرد. یهوه الوهیم با استفاده از گِل زمین انسانی (عبری: ادم) بساخت و نفس حیات را در او دمید و او زنده شد. یهوه الوهیم باغی در عدن در مشرق زمین کاشت و انسان را در آنجا قرار داد. یهوه الوهیم همهٔ درختان نیکو نما و خوش‌خوراک را از زمین رویانید — از جمله درخت حیات در میانهٔ باغ و درخت معرفت نیک و بد. رودی در عدن بود که چهار شاخه داشت: پیشون، گیحون، دجله و فرات.

یهوه الوهیم آدم را در باغ عدن به کار و نگهبانی گذاشته بود. آدم اجازه داشت از همهٔ درختان بخورد، مگر از درخت معرفت نیک و بد؛ زیرا خدا گفته بود خوردن از آن باعث مرگش خواهد شد. یهوه الوهیم آدم را تنها یافت و گفت «خوب نیست آدم تنها باشد؛ او را یاوری خواهم ساخت.» پس درندگان و مرغان هوا را آفرید و ایشان را نزد آدم برد تا نامشان دهد. او همهٔ جانوران را نامی داد، اما نتوانست میانشان برای خود همنشینی بیابد. نتیجتاً، یهوه الوهیم آدم را به خوابی گران برد و یکی از دنده‌هایش را جدا کرد و از آن دنده زنی خلق کرد. یهوه الوهیم زن را نزد آدم برد. آدم گفت:
و سرانجام این است
استخوانی از استخوان هایم
و گوشتی از گوشتم
او را نام «زن» (عبری: ایششاش) باشد،
چه او از دندهٔ مرد (عبری: ایش) آمده است.
زن و مرد لخت بودند اما شرمی نداشتند. مار هوشیارترین میان جانوران آفریدهٔ یهوه الوهیم بود. مار زن را گفت: «به راستی الوهیم شما را گفته: از میوهٔ درختان باغ مخورید؟» زن پاسخ داد: «از میوهٔ درختان باغ می‌خوریم، مگر از میوهٔ درختی که در میانهٔ باغ است، چه الوهیم گفت از آن مخورید و لمس‌ش مکنید، مبادا بمیرید.» مار با او گفت: «نخواهید مرد، اما الوهیم می‌داند اگر از آن بخورید، چشمانتان باز و چون ایزدیانی خواهید شد که نیک و بد را آگاهند.» پس زن درخت را نیکو و دانش‌افزا یافت و از میوه‌اش خورد و به شوهرش هم داد. وقتی خوردند، چشمانشان باز شد و به لختی خود پی بردند. پس با استفاده از برگ انجیر برای خویش جامه ای دوختند.
وقتی آدم و زن صدای آواز خدا که میان درختان باغ می‌خرامید را شنیدند، خود را پنهان کردند. خدا که آمد، از آدم پرسید «کجا هستی؟» آدم پاسخ داد: «صدایت را در باغ شنیدم، ترسیدم زیرا لخت هستم. پس خود را پنهان ساختم.» یهوه الوهیم از آدم پرسید: «چه کسی به تو گفت لخت هستی؟ آیا از درختی که گفتم نخوری، خوردی؟» آدم پاسخ داد: «این زنی که کنارم گذاشتی [میوهٔ] درخت را به من داد و خوردم.» خدا زن را گفت «چه کردی!» و زن نیز مار را مقصر دانست. به مار فرصت دفاع داده نمی‌شود. یهوه الوهیم هر سه را نفرین کرد: مار بر شکمش راه خواهد رفت، زن تابع شوهرش خواهد بود و درد زاییدن را تحمل خواهد کرد و آدم «به عرق پیشانی‌اش نان خواهد خورد، زیرا او از خاک است و به خاک برخواهد گشت.»
آدم زن را «حوا» (زندگی) نامید، چه او مادر زندگان بود. یهوه الوهیم با پوست برای آدم و زن لباسی دوخته، گفت: «حال انسان هم یکی از ما [شورای الهی] شده و به نیک و بد آگاه است. مبادا از درخت حیات هم بخورد و تا ابد زنده بماند!» پس یهوه الوهیم آدم را از باغ عدن بیرون کرد تا در زمین کار کند. خدا همچنین کروبی‌ها را با شمشیر آتش‌بار در شرق باغ عدن ساکن کرد تا موجود دیگری به درخت حیات نزدیک نشود. وقتی آدم و حوا به زمین رسیدند، با یکدیگر رابطه جنسی داشتند و قائن متولد شد. حوا مدت کوتاهی بعد هابیل را نیز زایید. قائن کشاورز و هابیل چوپان شد. یهوه (خدای داستان از اینجا به بعد یهوه الوهیم نامیده نمی‌شود) بدون هیچ دلیل مشخصی، هدیهٔ هابیل را پذیرفت اما هدیه قائن را نه. در نتیجه، قائن از روی عصبانیت برادرش را کشت. یهوه به عنوان مجازات او را از زراعت محروم کرد و قائن آواره شد. مدتی بعد از قتل هابیل، شیث متولد شد. نهایتاً از آمیزش پسران خدا و دختران آدمیان نژادی به نام نفیلیم به وجود آمد. سفر پیدایش به سرانجام آدم و حوا اشاره‌ای نکرده است.

## از دیدگاه علمی
داستان آدم و حوا در تضاد با اجماع علمی است که انسان از گونه‌های دیگر انسانیان تکامل یافته است. همچنین با درک فعلی از ژنتیک انسانی همخوانی ندارد؛ به گفته باربارا بردلی هاگرتی، اگر همه انسان‌ها از یک زوج چند هزار سال پیش نشات گرفته باشند، نیاز به نرخ جهش (mutation) بالا و تقریباً غیرممکن برای توضیح تنوع مشاهده شده کنونی بین انسان‌ها می‌باشد. این ناسازگاری‌ها باعث شده که بسیاری از مسیحیان از تفسیر تحت‌اللفظی و اعتقاد به روایت خلقت اجتناب کنند، در حالی که دیگرانی همچنان به عنوان یک آموزه اساسی ایمان مسیحی می‌ببینید و اعتقاد دارند.
نام آدم و حوا، به‌طور استعاره‌ای در بحث‌های علمی استفاده می‌شود برای تعیین اجداد مشترک اخیر وابسته به دودمان پدری و تبار مادری، آدم Y-کروموزومی و حوای میتوکندری. این‌ها افراد خاصی نیستند، و هیچ دلیلی هم نیست که فرض کنیم که آن‌ها در یک دوره زمانی در کنار هم زندگی می‌کردند، چه رسد به اینکه آن‌ها همدیگر را ملاقات یا با تشکیل خانواده و زن و شوهر باشند. یک مطالعه اخیر در مورد این موضوع تخمین می‌زند که آدم Y-کروموزومی ۱۲۰ هزار سال تا ۱۵۶ هزار سال پیش زندگی می‌کردند، در حالی که حوای میتوکندری ۹۹ تا ۱۴۸ هزار سال پیش زندگی می‌کردند. مطالعه اخیر دیگری زمان زندگی آدم Y-کروموزومی ۱۸۰ تا ۲۰۰ هزار سال پیش زندگی می‌کرده است.
آفرینش‌گرایان معتقدند جهان هستی توسط قدرتی الهی به وجود آمده است؛ «آفرینش‌گرایی» شامل مجموعه‌ای از باورهای دینی است که میزان مخالفت یا موافقتشان با یافته‌های علمی یکسان نیست اما «آفرینش‌گرایان» معمولاً به بنیادگرایان مسیحی که این داستان را تنها روایت صحیح به وجود آمدن بیشتر می‌دانند گفته می‌شود. کلیسای کاتولیک و گروهی از پروتستان‌ها میان دیدگاه دینی خود و فرگشت سازشی برقرار کرده‌اند و می‌گویند خدا جهان را بر اساس قانون علمی آفریده است. آفرینش‌گرایی به‌طور کمتری میان مسلمانان نیز وجود دارد. روایت قرآن صریح نیست و به همین دلیل تفاسیر مختلفی از آن وجود دارد. به عنوان مثال، روایت اسلامی تأکیدی بر چند هزار ساله بودن عمر زمین نکرده است. برخی از مسلمانان لیبرال «آفرینش‌گرایی فرگشتی» را قبول دارند.